# San Nicolás (miasto w Kostaryce)
San Nicolás – miejscowość w Kostaryce znajdująca się w aglomeracji miasta Cartago. Populacja wynosi 22700 mieszkańców (2006)..